# 神西城
神西城（じんざいじょう）は、現在の島根県出雲市東神西町にあった日本の城。

## 概要
築城時期は不明。
神西氏の居城で尼子十旗の一つに数えられる。
神西氏は武蔵七党の小野氏を祖とし、鎌倉時代に小野高通が幕府から地頭職に任ぜられ、出雲国神門郡の神西へと下向したのが始まりとされる。
戦国時代の神西元通が著名である。

## 遺構
公園として整備され、いくつかの登山ルートが整備されている。
山頂の主郭部の他にも広範囲に郭が分布しているが、大半の郭の加工が不十分である。

## アクセス
- JR山陰本線出雲神西駅～徒歩
- 山陰自動車道出雲インターチェンジ